# La Formation de la Terre du Milieu

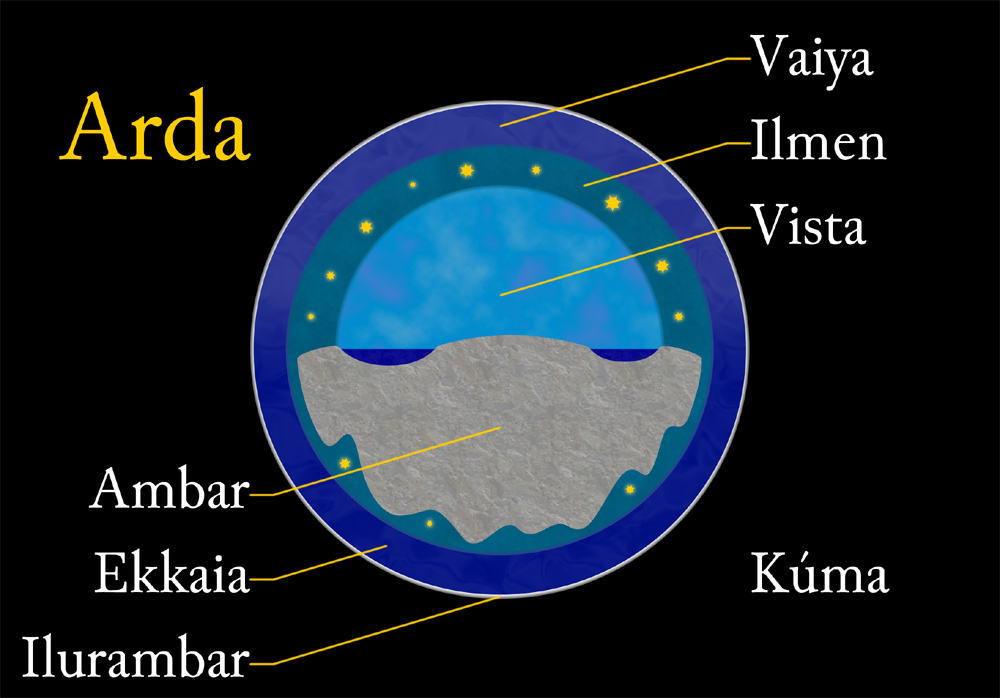
Arda Ambarkanta.

La Formation de la Terre du Milieu (titre original : The Shaping of Middle-earth) rassemble plusieurs textes de J. R. R. Tolkien publiés à titre posthume par son fils Christopher. Paru en 1986, il constitue le quatrième volume de l’Histoire de la Terre du Milieu. La version française, parue en mai 2007, est signée par le traducteur québécois Daniel Lauzon.
Ce volume comprend notamment l’Esquisse de la Mythologie (Voir sur Wikidata), la première version du « Silmarillion » composée en 1926, une seconde version de 1930 appelée la Quenta Noldorinwa (Voir sur Wikidata), ainsi que les premières Annales du Valinor (Voir sur Wikidata) et Annales du Beleriand. On y trouve également l’Ambarkanta, concernant la Forme du Monde, et la toute première Carte du « Silmarillion » présentée en couleurs.